# Krafton
Krafton Inc. (korejsky 주식회사 컴퍼니 크래프톤, Čusikhösa kchompchoni Kchurepchutchon) je jihokorejská videoherní holdingová společnost se sídlem ve městě Songnam ve čtvrti Bundang. Vznikla v listopadu 2018 a je mateřskou společností studia Bluehole, které založil Čang Pjong-gju v březnu 2007 v Soulu, a dalších dceřiných studií. Krafton vyvinulo nebo vlastní práva na několik významných herních titulů, jako jsou TERA, PUBG: Battlegrounds, New State Mobile a Moonbreaker.

## Historie
Po úspěchu hry PlayerUnknown's Battlegrounds, který vedl k investicím ze strany společnosti Tencent a k expanzi a akvizici studií, se studio Bluehole rozhodlo 5. listopadu 2018 založit holdingovou společnost Krafton, jež by spravovala její vlastnictví. Název společnosti vychází z označení středověkých řemeslnických cechů (anglicky craft guilds). Na pozici generálního ředitele Kraftonu byl jmenován Kim Čchang-han, jenž byl do té doby generálním ředitelem studia PUBG Corporation, které vyvinulo PlayerUnknown's Battlegrounds.
Společnost podala v dubnu 2021 žádost o kótování na Korejské burze a oznámila, že plánuje v červenci poprvé veřejně nabídnout své akcie. Plánovala získat 5,6 bilionu wonů (5 miliard dolarů) při tržním ocenění 30 bilionů wonů (27,2 miliardy dolarů). Obchodování se uskutečnilo 10. srpna 2021. Hodnota akcií sice na jeho konci klesla o 8,8 % oproti původní poptávce, ale i tak skončilo oceněním společnosti Krafton na 19,32 miliardy dolarů.

## Herní tituly
| Rok  | Název                       | Vývojář                      | Vydavatel     | Platformy                                                                                        | Poznámky                                      | Zdroje        |
| ---- | --------------------------- | ---------------------------- | ------------- | ------------------------------------------------------------------------------------------------ | --------------------------------------------- | ------------- |
| 2011 | TERA                        | Bluehole Studio              | několik       | Microsoft Windows, PlayStation 4, PlayStation 5, Xbox One, Xbox Series X/S                       | Servery hry uzavřeny 30. června 2022.         | [ 10 ]        |
| 2015 | Devilian                    | Bluehole Ginno Games         | Trion Worlds  | Microsoft Windows                                                                                | Servery hry uzavřeny 5. března 2018.          | [ 11 ] [ 12 ] |
| 2017 | Mini Golf King              | Pnix                         | Pnix          | Android, iOS                                                                                     | Hru spravuje od roku 2020 studio RisingWings. | [ 13 ]        |
| 2017 | PUBG: Battlegrounds         | PUBG Studios                 | Krafton       | Android, iOS, Microsoft Windows, PlayStation 4, PlayStation 5, Stadia, Xbox One, Xbox Series X/S |                                               |               |
| 2018 | PUBG Mobile                 | LightSpeed & Quantum Studio  | Tencent Games | Android, iOS                                                                                     | Krafton vydal hru v Jižní Koreji.             |               |
| 2019 | Road to Valor: World War II | Dreamotion                   | Dreamotion    | Android, iOS                                                                                     |                                               |               |
| 2019 | Mistover                    | Krafton                      | Krafton       | Microsoft Windows, Nintendo Switch, PlayStation 4                                                |                                               | [ 14 ]        |
| 2020 | Elyon                       | Bluehole Studio              | Kakao Games   | Microsoft Windows                                                                                |                                               | [ 15 ] [ 16 ] |
| 2021 | Battlegrounds Mobile India  | Krafton                      | Krafton       | Android, iOS                                                                                     |                                               |               |
| 2021 | New State Mobile            | PUBG Studios                 | Krafton       | Android, iOS                                                                                     |                                               |               |
| 2021 | Thunder Tier One            | Krafton                      | Krafton       | Microsoft Windows                                                                                |                                               |               |
| 2022 | The Callisto Protocol       | Striking Distance Studios    | Krafton       | Microsoft Windows, PlayStation 4, PlayStation 5, Xbox One, Xbox Series X/S                       |                                               |               |
| 2022 | Moonbreaker                 | Unknown Worlds Entertainment | Krafton       | Microsoft Windows                                                                                |                                               |               |
| 2023 | Road to Valor: Empires      | Dreamotion                   | Dreamotion    | Android, iOS                                                                                     |                                               |               |